# Квазіпраліс Дубівського лісництва
Квазіпраліс Дубівського лісництва — пралісова пам'ятка природи місцевого значення. Об'єкт розташований на території Рожнятівського району Івано-Франківської області, ДП «Брошнівське лісове господарство», Дубівське лісництво, квартал 23, виділ 1.
Площа — 41 га, статус отриманий у 2020 році.